# お菓子の王国 はっぴーディアーズ
お菓子の王国 はっぴーディアーズ（おかしのおうこく はっぴーディアーズ）は、北海道山越郡長万部町に本社のある製菓メーカーの工場兼直売店。廃校になった旧中の沢小学校を改築してお菓子工場と直売店としている。

## 店の特長
エメラルドグリーンとピンクの外観で目を引く店舗で、カラフルなポップやユニークな陳列にあふれた店内。